# 벨 눈티타

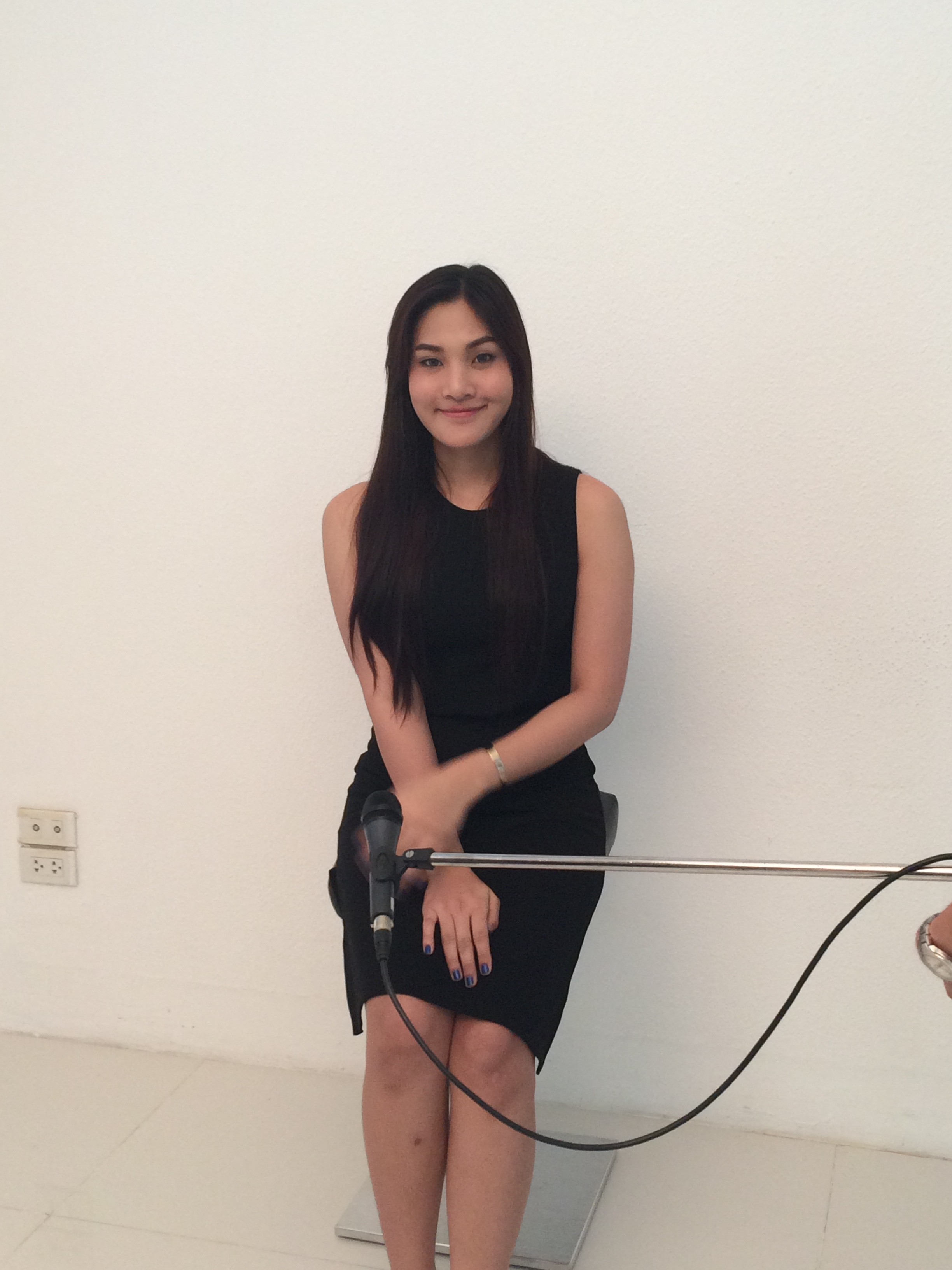

벨 눈티타(태국어: นันทิตา ฆัมภิรานนท์, 1983년 12월 20일 ~ )는 태국의 가수, 배우이며, 트랜스여성이다.